# Pallavolo ai Giochi olimpici - Torneo maschile
Il torneo maschile di pallavolo ai Giochi olimpici è una competizione pallavolistica per squadre nazionali, organizzata con cadenza quadriennale dal CIO e dal FIVB, durante i Giochi olimpici.

## Edizioni
| Edizione      | Edizione          | Podio            | Podio            | Podio            |
| Anno          | Organizzatore     | Campione         | Seconda          | Terza            |
| ------------- | ----------------- | ---------------- | ---------------- | ---------------- |
| 1964 Dettagli | Tokyo             | Unione Sovietica | Cecoslovacchia   | Giappone         |
| 1968 Dettagli | Città del Messico | Unione Sovietica | Giappone         | Cecoslovacchia   |
| 1972 Dettagli | Monaco            | Giappone         | Germania Est     | Unione Sovietica |
| 1976 Dettagli | Montréal          | Polonia          | Unione Sovietica | Cuba             |
| 1980 Dettagli | Mosca             | Unione Sovietica | Bulgaria         | Romania          |
| 1984 Dettagli | Los Angeles       | Stati Uniti      | Brasile          | Italia           |
| 1988 Dettagli | Seul              | Stati Uniti      | Unione Sovietica | Argentina        |
| 1992 Dettagli | Barcellona        | Brasile          | Paesi Bassi      | Stati Uniti      |
| 1996 Dettagli | Atlanta           | Paesi Bassi      | Italia           | Jugoslavia       |
| 2000 Dettagli | Sydney            | Jugoslavia       | Russia           | Italia           |
| 2004 Dettagli | Atene             | Brasile          | Italia           | Russia           |
| 2008 Dettagli | Pechino           | Stati Uniti      | Brasile          | Russia           |
| 2012 Dettagli | Londra            | Russia           | Brasile          | Italia           |
| 2016 Dettagli | Rio de Janeiro    | Brasile          | Italia           | Stati Uniti      |
| 2020 Dettagli | Tokyo             | Francia          | ROC              | Argentina        |
| 2024 Dettagli | Parigi            | Francia          | Polonia          | Stati Uniti      |

## Medagliere
| Pos. | Squadra          | 1º posto | 2º posto | 3º posto | Totale |
| ---- | ---------------- | -------- | -------- | -------- | ------ |
| 1    | Brasile          | 3        | 3        | 0        | 6      |
| 2    | Unione Sovietica | 3        | 2        | 1        | 6      |
| 3    | Stati Uniti      | 3        | 0        | 3        | 6      |
| 4    | Francia          | 2        | 0        | 0        | 2      |
| 5    | Russia           | 1        | 2        | 2        | 5      |
| 6    | Giappone         | 1        | 1        | 1        | 3      |
| 7    | Paesi Bassi      | 1        | 1        | 0        | 2      |
| 7    | Polonia          | 1        | 1        | 0        | 2      |
| 9    | Jugoslavia       | 1        | 0        | 1        | 2      |
| 10   | Italia           | 0        | 3        | 3        | 6      |
| 11   | Cecoslovacchia   | 0        | 1        | 1        | 2      |
| 12   | Bulgaria         | 0        | 1        | 0        | 1      |
| 12   | Germania Est     | 0        | 1        | 0        | 1      |
| 14   | Argentina        | 0        | 0        | 2        | 2      |
| 15   | Cuba             | 0        | 0        | 1        | 1      |
| 15   | Romania          | 0        | 0        | 1        | 1      |